# Pauline Pousse
Pauline Pousse (* 17. September 1987 in Longjumeau) ist eine französische Diskuswerferin.

## Sportliche Laufbahn
2009 nahm sie an den U23-Europameisterschaften teil und belegte dort Platz zehn. Bei den Mittelmeerspielen 2013 in Mersin wurde sie mit einer Weite von 53,37 m Vierte. Kurz darauf gewann sie die Bronzemedaille bei den Spielen der Frankophonie in Nizza.
2016 erreichte sie das Finale der Europameisterschaften in Amsterdam und belegte dort mit 59,62 m den achten Platz. Bei den Olympischen Spielen 2016 in Rio de Janeiro schied sie mit 58,98 m bereits in der Qualifikation aus.
Sechsmal wurde sie französische Vizemeisterin im Diskuswurf hinter Mélina Robert-Michon.